# Elymnias mela
Elymnias mela är en fjärilsart som beskrevs av De Nicéville 1902. Elymnias mela ingår i släktet Elymnias och familjen praktfjärilar. Inga underarter finns listade i Catalogue of Life.